# Tiverton (Cheshire)
Tiverton – wieś i były civil parish w Anglii, w hrabstwie ceremonialnym Cheshire, w dystrykcie (unitary authority) Cheshire West and Chester, w civil parish Tiverton and Tilstone Fearnall/Tarporley. Leży 15 km na wschód od miasta Chester i 252 km na północny zachód od Londynu. W 2011 roku civil parish liczyła 318 mieszkańców. Tiverton jest wspomniana w Domesday Book (1086) jako Tevretone.